# Осоавиахим (операция)
Операция «Осоавиахим» состоялась в ночь на 22 октября 1946 года. Ранним утром подразделения МВД СССР и Советской Армии под руководством оккупационной администрации задержали более 2200 немецких специалистов, а затем интернировали их из советской оккупационной зоны послевоенной Германии и Восточного Берлина на работы в СССР. В общей сложности перемещены более 6000 человек, включая членов семей захваченных специалистов.

## Предпосылки и ход операции
Перед завершением Второй мировой войны на европейской территории и после капитуляции Германии США, Великобритания и Франция вели активную деятельность по найму немецких ученых и конструкторов, получению технической документации, а также образцов и прототипов различной техники. Все это происходило на основании решений Парижской мирной конференции об использовании научно-технических достижений Германии победившими странами в рамках послевоенных репараций. Поиск специалистов вели и спецслужбы, заинтересованные в получении военных технологий. Наиболее известными операциями такого рода были «Алсос» и «Скрепка». СССР тоже проводил подобные мероприятия на территории своей зоны оккупации Германии и Австрии. Такие советские операции известны на Западе под названиями «Русский Алсос» и «Операция ОСОАВИАХИМ». Целью первой были немецкие специалисты, разрабатывавшие ядерное оружие, а второй — специалисты по всем иным видам вооружения. В рамках этих операций на территорию СССР было вывезено и достаточно долго там находилось следующее количество ученых, инженеров, техников и членов их семей:
- Свыше 300 ученых и специалистов, участвовавших в ядерной программе Третьего рейха, и внесших весомый вклад в создание советского ядерного оружия.
- Не менее 800 инженеров и техников компаний «Юнкерс» и BMW, специализировавшихся на проектировании и изготовлении турбореактивных двигателей (004 и 003 соответственно), производившихся в СССР под марками РД-10 и РД-20. Этими же специалистами, под руководством  Ф. Бранднера, А. Шайбе и других был разработан двигатель НК-12 для стратегического бомбардировщика Ту-95[источник не указан 192 дня].
- 6 000 технических специалистов (но не ведущих инженеров) в области ракетостроения, работавших на испытательных полигонах в Пенемюнде и Близне (Польша), а также на заводах, производивших «Фау-1» и «Фау-2» (в Нордхаузене и в Праге). Вместе с этими специалистами в СССР было вывезено 20 000 членов их семей[2]. Возможно, в эту же группу специалистов входили немецкие инженеры, участвовавшие в создании «Беркута» — принятой на вооружение в 1955 году зенитно-ракетной системы ПВО Москвы.
- Около 4 000 специалистов по проектированию и строительству подводных лодок были вывезены в СССР вместе с демонтированными специализированными верфями в Бремене и Штеттине (вместе с этими верфями были демонтированы и вывезены в СССР заводы по производству торпед, двигателей и систем управления огнем подводных лодок)[3].
- 16 немецких оружейных конструкторов, в том числе и Хуго Шмайссер, перевезенных в Ижевск и работавших в специально созданном отделе № 58 оружейного КБ завода «Ижмаш»[4]. Многие иностранные исследователи считают, что Шмайссер — среди прочего — принимал непосредственное участие в разработке автомата Калашникова[5][6][7].
- В некоторых случаях число вывезенных в СССР немецких специалистов не было столь значительным, как указано выше, в силу того, что сама специфика некоторых отраслей не требует большого количества специалистов для налаживания производства. Например, как пишет в своей книге Э. Саттон, в конце Второй мировой войны в СССР было перевезено несколько наиболее важных немецких заводов по изготовлению высокоточных измерительных приборов. Завод компании Zeiss в городе Йена, производивший оптические и научные приборы, включая микрометры, оптические компараторы, угломерные приборы и оборудование для испытания зубчатых колес был полностью перевезен в подмосковное Монино, где при содействии трех немецких высококвалифицированных специалистов (нем. Dr. Eitzenberger, Dr. Buschbeck, Dr. Faulstich) был открыт завод по производству детекторов и оборудования для дистанционного управления, в том числе радиоуправляемого записывающего оборудования и систем наведения ракет. Также в СССР был перевезен берлинский завод компании Siemens & Halske вместе с электронными микроскопами и руководящим персоналом.

Вообще, перемещение в СССР немецкого инженерно-технического персонала вместе с вывозимым в качестве репараций оборудованием было обычной практикой, с очевидностью вызываемой большим недостатком (или полным отсутствием) в Советском Союзе специалистов соответствующей квалификации, без которых привезенное оборудование было бы практически бесполезным. Порой доходило до курьезных случаев, подобных описанному в лондонском журнале Aeronautics (Июль 1951 года, страницы 35-36): «С одного [немецкого] радиолампового завода русские вывезли в СССР 50 % оборудования. После этого они приказали управляющим построить новое оборудование для сохранения объёма выпускаемой продукции. После того, как такое оборудование было построено и запущено в эксплуатацию, оно было тоже вывезено в СССР. Затем все это повторилось ещё раз, и когда завод снова вышел на прежний уровень производства, он был весь вывезен в СССР — полностью — вместе с управленческим персоналом, инженерами, мастерами, основными рабочими и семьями рабочих…»

## Проблема исследования
Проблема исследования предмета статьи заключается в том, что сведения об условиях работы иностранного персонала в СССР (о численности, зарплате, сроках пребывания и т. д.) на протяжении всей советской истории со сталинских времён вплоть до краха советской системы относились к секретной информации (об этом явлении вообще в масштабах страны) и информации для служебного пользования (по конкретному объекту), входили в Перечень сведений, не подлежащих опубликованию в открытой печати, передачах по радио и телевидению.
Следует к этому также добавить , что даже 80 лет спустя по-прежнему отрицается и умалчивается вклад немецких специалистов в послевоенные научно-технические достижения в СССР. В последствии были опубликованы многочисленные мемуары немецких ученых и специалистов участвующих в различных проектах.